# Kundarki
Kundarki é uma cidade e uma nagar panchayat no distrito de Moradabad, no estado indiano de Uttar Pradesh.

## Demografia
Segundo o censo de 2001, Kundarki tinha uma população de 24,540 habitantes. Os indivíduos do sexo masculino constituem 52% da população e os do sexo feminino 48%. Kundarki tem uma taxa de literacia de 35%, inferior à média nacional de 59.5%: a literacia no sexo masculino é de 42% e no sexo feminino é de 27%. Em Kundarki, 20% da população está abaixo dos 6 anos de idade.